# Halichoeres notospilus
Halichoeres notospilus (Günther, 1864) è un pesce di acqua salata appartenente alla famiglia Labridae.

## Distribuzione e habitat
Proviene dalle barriere coralline dell'est dell'oceano Pacifico, in particolare da Perù, Galápagos, California e Messico. È una specie costiera, a volte presente negli estuari dei fiumi, che predilige le zone ricche di vegetazione acquatica, soprattutto di alghe brune e i fondali rocciosi delle barriere. Nuota intorno a 15 m di profondità, ma talvolta si può vedere nelle pozze delle scogliere, in particolare gli esemplari giovanili.

## Descrizione
Presenta un corpo allungato, leggermente compresso lateralmente e con la testa dal profilo appuntito. La lunghezza massima registrata è di 25,4 cm, anche se di solito non supera i 15.
La colorazione, a differenza di molte specie del genere Halichoeres, non è affatto sgargiante, neanche nei maschi adulti, che sono grigi-verdastri con il dorso macchiato di nero e giallo pallido. Il ventre è grigio chiaro, e lungo il corpo, soprattutto sulla pinna caudale, che ha il margine dritto, sono presenti delle piccole macchie verdi brillanti. Alla base delle pinne pettorali è presente una macchia gialla.

## Biologia

### Alimentazione
Si nutre soprattutto di invertebrati acquatici come echinodermi, in particolare ricci di mare, ofiure, crostacei e molluschi.

### Riproduzione
È oviparo e la fecondazione è esterna; non ci sono cure nei confronti delle uova.

## Conservazione
È una specie comune, diffusa anche in alcune aree marine protette, e per questo viene classificata come "a rischio minimo" (LC) dalla lista rossa IUCN.